# عضلة قطنية كبيرة
العَضَلَة القَطَنِيَّة الكَبيرَة  (بالإنجليزية: Psoas Major Muscle) ،هي عضلة من عَضلات الطَرف السُفلي لِجسم الإنسان .

## المَنشأ
تَنشأ العَضلة من الفَقرة الصدَرية الثانية عَشر وَحتى الفقرة القطنية الخامسة حيث تتصل ببدايات الجُذور العَرضية للفقرات، وَجُزء من جِسم الفِقرة ومن الأقراص الغُضروفية الموجودة بين الفَقرات (بالإنجليزية:  Intervertebral disc)‏.

## المَغرس
تَنغرس هذه العَضلة في المدوَر الصَّغير  لِعظم الفَخذ وهي تَمتلك مَغرس مُشترك مع العَضلات الحُرقفية .

## العَصب
يَتصل بِها فِرع من أفرع الضَفيرة القُطنية.

## الحَركة
تَعمل بِشكل أَساسي على الدوران الأنسي وانثناء مِفصل الوَرك كما تساهم في ثَني الجِذع البَشري.

## المَراجع
1. Lower Limb Anatomy Part IIB , Alexandria University Faculty of Medicine ,1st year, page.40